# 4224 Суза
4224 Суза (4224 Susa) — астероїд головного поясу, відкритий 19 травня 1988 року.
Тіссеранів параметр щодо Юпітера — 3,222.